# Placenta artificial
La placenta artificial és un complex dispositiu biomèdic i innovador a l'hora que experimental dissenyat per replicar les funcions d’una placenta natural. Té l’objectiu de permetre el desenvolupament el més normal possible de prematurs extrems, és a dir, nounats de sis mesos o menys fora de l'úter matern. Busca augmentar la possibilitat de supervivència i reduir les seqüeles greus que aquests nounats poden patir. Aquesta eina podria representar un avenç en la medicina neonatal, reduint la mortalitat i complicacions que ara són associades a la prematuritat. Ara mateix, en les dues últimes dècades les xifres de supervivència dels prematurs pràcticament no han canviat i és que encara que hagin hagut moltes millores mèdiques, reproduir les funcions biològiques és difícil i de moment no hi ha cap sistema aprovat per a ús clínic en humans.

## Història
La idea de desenvolupar una placenta artificial porta al cap dels investigadors des de fa més de seixanta anys. No obstant això, ha estat durant la darrera dècada quan s’han registrat avenços significatius en el camp, que podrien apropar aquesta tecnologia a una aplicació clínica.

### Projectes més avançats i documentats
Hi ha dos projectes en concret que són els més avançats i documentats del món:

##### Projecte Caixa Research (Catalunya)
A Catalunya, L’Hospital Clínic conjuntament amb L’Hospital Sant Joan De Déu, amb el suport de Caixabank i sota la direcció d’Eduard Gratacós qui ha impulsat i dirigit el projecte, treballen en un dels pocs projectes experimentals de placenta artificial existents.
Segons dades facilitades pel projecte, a Espanya cada any neixen 28.000 nens prematurs, 800 dels quals són prematurs extrems que corren major risc de patir seqüeles o de no sobreviure. Aquests nens serien potencials usuaris d’aquesta nova tecnologia.
Aconseguir replicar totes les funcions d’una placenta no és fàcil, hi ha diversos factors a tenir en compte. La placenta, entre altres, suposa pel fetus un lloc segur i protegit. En el cas del projecte de CaixaBank, per a replicar això s’ha fabricat una mena de sac: «És un receptacle transparent que es tanca amb una tapa i ens permet mantenir al fetus en un entorn aïllat del soroll i de la llum, amb unes condicions de temperatura estables i evitant que es pugui infectar. Podem veure com està des de fora i fer-li ecografies, però està aïllat» Explica la coordinadora d’investigació Elisenda Eixarch. A aquest receptacle se li ha donat el nom de amnioshell. 2 L’omplen amb un líquid molt similar pel que fa a composició i les propietats, al líquid amniòtic, en aquest cas adaptat a les necessitats de les ovelles perquè són diferents de les dels humans. Igualment, segons expliquen els experts del projecte, les ovelles són molt usades en la medicina fetal, el seu desenvolupament és molt parell a  l’humà i amb una característica que interessa en aquest projecte, el seu desenvolupament pulmonar és molt similar.
A part d’aquest recipient on hi haurà el fetus, anomenat amnioshell, també cal un sistema per a l’oxigenació i la nutrició del fetus tal com la rebria a l’úter matern.
Aquest sistema és principalment un sistema de circulació extracorpòria, acompanyat d’una membrana oxigenadora i una bossa de goteig. El cordó umbilical del fetus es conserva i es connecta, mitjançant uns tubs connectats tant al cordó umbilical com al sistema de circulació extracorpòria. Gràcies a aquests tubs, el fetus pot rebre nutrients i sang oxigenada (per la membrana oxigenadora) com faria a l’úter matern. D’altra banda, els productes que hagin de ser eliminats també podran sortir d’aquest sistema. Això marca una gran diferència respecte a un bebè que està a l’UCI. A diferència de les tècniques convencionals de l’UCI neonatal, aquest sistema no implica una intervenció directa al cos del nadó, sinó que s’estableix un simple punt d’unió amb el cordó umbilical.
El març de 2023 el projecte dirigit per Eduard Gratacós va aconseguir fer un primer assaig del seu dispositiu amb ovelles que van aconseguir sobreviure dins aquesta placenta artificial dotze dies. Gratacós va explicar doncs a la premsa que en un període de tres a cinc anys es podria començar a usar en humans. Són moltes les proves que queden per davant per a poder fer això possible, “S’ha de millorar la tecnologia per ajudar els prematurs més vulnerables”. Igualment, segons els investigadors, els avenços han estat significatius, el temps de vida dels fetus dins la placenta artificial ha augmentat de manera considerable des de l’inici del projecte. En concret, menys de tres hores el març de 2021, +24 h el 2022 i 12 dies un any més tard. Ara mateix, els investigadors busquen una supervivència més allargada, s’han proposat que d’unes 3 - 4 setmanes i en bones condicions fetals. "Tenim un sistema que funciona, i ara en la fase dos millorarem el sistema per allargar la supervivència i oferir la millor qualitat de vida" explica la coordinadora d’investigació.

##### EXTEND
Un grup d’investigadors de Filadèlfia, liderats per Alan Flake, de l’Hopital Infantil de Philadelphia, fa anys que desenvolupen i proven aquesta nova tecnologia a la qual ells han nomenat: Entorn per al Desenvolupament del Recent Nascut, que amb les sigles en anglès seria EXTEND. Ja fa temps que aquest projecte està posat en marxa.
Igual que en l’anterior projecte aquest també usa ovelles per a fer la part experimental d’aquesta nova tecnologia. Igualment, sembla que aquest projecte està més avançat. Han provat ja la seva tecnologia amb més de 300 ovelles. Algunes d’aquestes han aconseguit desenvolupar-se dins l’úter artificial durant quatre setmanes. Els pulmons i altres òrgans d’aquestes ovelles han pogut desenvolupar-se com ho haurien fet a l’úter matern i algunes d’elles han arribat a l’edat adulta. “A priori semblen presentar un desenvolupament normal en tots els aspectes” explica Alan Flake, el responsable de l’estudi. Igualment, no són capaços de determinar-ho del tot per falta d’algunes proves en aquests animals, com ara una d'intel·ligència. Ara mateix, la FDA, l’agència que regula els medicaments estatunidencs podria autoritzar el projecte a començar la fase experimental amb nadons humans, cosa que portaria als investigadors/es més a prop de poder fer aquest projecte un avenç en la medicina neonatal.
Hi ha una diferència major en el funcionament de la tecnologia d’aquest projecte respecte al de CaixaBank i és que aquí no s’usa un receptacle. S'usa una bossa anomenada Biobag. Aquest projecte ha hagut de travessar diverses fases en què el sistema ha anat millorar fins a quedar així; Podem dir que l’única diferència respecte al projecte de Caixabank en termes generals, és el lloc on es troba el nadó o en aquest cas, com a la imatge publicada pel projecte s’hi pot veure, una ovella. Es pot observar una bossa de plàstic, la Biobag, lloc on hi serà el fetus. Pel que fa al funcionament general del dispositiu és el mateix que el de CaixaBank. De nou, els pulmons i els altres òrgans no intervenen, ja que el sistema de circulació extracorpòria s’oxigena la sang fora del cos i se li aporta  nutrients o el que faci falta. Dins la bossa hi trobem un líquid carregat d'electròlits que simulen el líquid amniòtic.
Tot i haver-hi altres, encara que pocs, projectes amb aquest mateix objectiu en comú, estan poc documentats i semblen obtenir menys resultats.

## Finalitat
La idea d’aquesta placenta artificial és fer que els pulmons no entrin en joc, en els casos de prematurs extrems, els pulmons s'estan encara desenvolupant i no estan preparats per a exposar-se a la respiració natural, així com altres òrgans que encara no hagin madurat. Els sistemes que tenim fins ara per ajudar a aquests prematurs els ajuden a poder respirar, però l’oxigen i la ventilació, els recursos actuals, poden arribar a danyar els pulmons fràgils d’aquests nadons.
"A tan primerenca edat gestacional, els pulmons encara estan desenvolupant-se i haurien d’estar plens de líquid”. Afirma George Mychaliska, professor de cirurgia, Obstetricia i Ginecología del Hospital Infantil C S Mott de la Universitat de Michigan que està també desenvolupant la seva placenta artificial.
La placenta artificial, amb les seves condicions tan similars com sigui possible a l’úter matern i el líquid que hi ha dins la càpsula fa que els òrgans dels prematurs no hagin de començar a funcionar abans d’estar totalment desenvolupats, sinó que poden continuar creixent.

## Transició de l’úter a la placenta
Aquesta és la part més complicada però alhora també la més important de tot el procés. L’objectiu és que durant la cirurgia de transició del nadó de la panxa de la mare a la placenta artificial sigui la més delicada possible, amb l’objectiu de minimitzar l’impacte del canvi d’entorn. La doctora explica el següent: “El moment clau és quan cannulem els vasos que hi ha al cordó umbilical: els hi posem dins les cànules del nostre sistema. Ho hem de fer de pressa i delicadament per evitar qualsevol mena de complicació. Encara que sigui un instant crític, hem aconseguit fer-ho molt bé. En l'últim any, les transicions realitzades han tingut èxit” ens assegura.

## Implicacions ètiques
El desenvolupament d’una placenta artificial capaç de mantenir la vida d’un fetus fora de l’úter humà planteja múltiples qüestions ètiques, socials i legals. Si bé el seu objectiu inicial és donar suport els nadons prematurs extra i millorar la seva supervivència qualitat de vida, aquesta tecnologia obre també la porta a una procreació completament extracorporal en la qual el sexe ja no és determinant per tenir fills. Ara mateix alguns experts plantegen això com el fi de la gestació subrogada i les complicacions per procrear si tens algun tipus de problema.
Si bé la placenta artificial podria arribar a permetre que qualsevol persona, independentment del sexe, condició física o estat de salut pogués tenir descendència, també podria portar a la regulació política de la reproducció, poden determinar qui pot accedir o no a aquests sistemes. Un altre aspecte a destacar és l’accessibilitat. Això podria generar desigualtats en l’accés a aquest recurs especialment si tenim en compte el cost d’aquesta tecnologia.
Matthew Kemp obstetra de la Universitat Nacional de Singapur, va pronunciar-se per Nature, una reconeguda revista científica, dient que “des del punt de vista ètic, no hi ha prou dades” referint-se a les necessàries per a començar a justificar assaigs amb humans o l’avenç de la tecnologia en general. D’altra banda, alguns investigadors directament opinen que aquests avenços no són necessaris. Michael Harrison, considerat el pare de la cirurgia fetal opina que sí que són interessants els resultats d’aquests nous projectes, però que no creu: “invertir tants recursos i tecnologia” ajudi realment a aquests nadons.